# 5593 Jonsujatha
5593 Jonsujatha este un asteroid din centura principală de asteroizi.

## Descriere
5593 Jonsujatha este un asteroid din centura principală de asteroizi. A fost descoperit pe 9 mai 1991 la Observatorul Palomar de Eleanor Francis Helin. Asteroidul prezintă o orbită caracterizată de o semiaxă mare de 2,27 ua, o excentricitate de 0,10 și o înclinație de 5,3° în raport cu ecliptica.